# 总督叛乱 (阿契美尼德王朝)
总督叛乱（Great Satraps' Revolt），或称三督之乱指的是三名阿契美尼德波斯帝国总督针对阿尔塔薛西斯二世的一次叛乱。

## 简介
达塔美斯，卡帕多细亚总督和一位有才华的军事指挥官，前384年后继承了他的父亲的总督职位，他是一位受人尊敬的将领，可是宫廷阴谋导致了他在前372年发动叛乱。波斯宫廷命令相邻省份总督吕底亚的奥托夫拉达提斯和卢西亚的阿图姆巴拉（Artumpara）粉碎这场叛乱，可是被达塔美斯成功的打败了。
阿里欧巴扎尼斯（Ariobarzanes）是一名弗里吉亚总督和本都统治者的儿子，作为赫勒斯滂弗里吉亚（Hellespontine Phrygia）的实际总督，直到合法继承人阿尔塔巴左斯可以行使他的权力。 但是，当阿尔塔巴左斯准备即位时，阿里欧巴扎尼斯拒绝交出他的权力，并在前366年加入到了达塔美斯的叛乱中 。他寻求国外的援助，并收到了斯巴达的阿格西莱二世的帮助。阿里欧巴扎尼斯抵挡了卡里亚的摩索拉斯和吕底亚的奥托夫拉达提斯的围困，直到阿格西莱同围城者谈判撤军。 阿里欧巴扎尼斯在前363年被杀，他的儿子米特拉达梯（Mithradates）背叛了他。
在前362年，亚美尼亚总督奥龙特斯，在王命令他转移到密细亚（Mysia）之后，发动反叛。他的高贵出身使他成为了总督叛乱的领袖，但奥龙特斯之后和波斯王达成了协议，并背叛了其他总督，不久之后叛乱就瓦解了 。奥龙特斯分得了爱琴海沿岸大部分地区，同时达塔美斯被他的女婿密特罗巴扎尼斯（Mitrobarzanes）发生冲突，达塔美斯被其所杀 。三名总督的家族都被灭族，其他总督被赦免，从而结束了叛乱。